# Бегтаун (Меріленд)
Бегтаун (англ. Bagtown) — переписна місцевість (CDP) в США, в окрузі Вашингтон штату Меріленд. Населення — 321 особа (2020).

## Географія
Бегтаун розташований за координатами 39°34′59″ пн. ш. 77°36′50″ зх. д. / 39.58306° пн. ш. 77.61389° зх. д. (39.582982, -77.613885).  За даними Бюро перепису населення США в 2010 році переписна місцевість мала площу 1,41 км², уся площа — суходіл.

## Демографія
Згідно з переписом 2010 року, у переписній місцевості мешкали 333 особи в 125 домогосподарствах у складі 93 родин. Густота населення становила 236 осіб/км².  Було 133 помешкання (94/км²).
Расовий склад населення:
| - 97,0 % — білих - 2,1 % — чорних або афроамериканців |

До двох чи більше рас належало 0,9 %. Частка іспаномовних становила 0,9 % від усіх жителів.
За віковим діапазоном населення розподілялося таким чином: 18,3 % — особи молодші 18 років, 70,3 % — особи у віці 18—64 років, 11,4 % — особи у віці 65 років та старші. Медіана віку мешканця становила 46,0 року. На 100 осіб жіночої статі у переписній місцевості припадало 110,8 чоловіків;  на 100 жінок у віці від 18 років та старших — 106,1 чоловіків також старших 18 років.
Середній дохід на одне домашнє господарство  становив 82 536 доларів США (медіана — 95 139), а середній дохід на одну сім'ю — 89 720 доларів (медіана — 97 604). За межею бідності перебувало 4,3 % осіб, у тому числі 0,0 % дітей у віці до 18 років та 17,5 % осіб у віці 65 років та старших.
Цивільне працевлаштоване населення становило 145 осіб. Основні галузі зайнятості: будівництво — 29,7 %, освіта, охорона здоров'я та соціальна допомога — 24,8 %, науковці, спеціалісти, менеджери — 15,2 %, інформація — 9,7 %.